# Чорнеј (Њамц)
Чорнеј (рум. Ciornei) насеље је у Румунији у округу Њамц у општини Оничени. Oпштина се налази на надморској висини од 174 m.

## Становништво
Према подацима из 2002. године у насељу је живело 79 становника, од којих су сви румунске националности.